# La Monselie
La Monselie település Franciaországban, Cantal megyében. Lakosainak száma 119 fő (2022. január 1.). La Monselie Antignac, Menet, Le Monteil, Saint-Étienne-de-Chomeil és Vebret községekkel határos.

## Népesség
A település népességének változása:
| Lakosok száma | 181  | 141  | 134  | 116  | 105  | 101  | 111  | 120  | 122  | 119  |
|               | 1968 | 1982 | 1990 | 2006 | 2013 | 2015 | 2017 | 2019 | 2020 | 2022 |